# Victor Wagner
Victor Wagner (ur. 30 czerwca 1959 w Porto Alegre) – brazylijski aktor i model.

## Życiorys
Występował w telenowelach SBT i TV Manchete. Zyskał międzynarodową sławę jako portugalski żeglarz i odkrywca João Fernandes w telenoweli SBT Xica da Silva (1996). Dwukrotnie pojawił się w miesięczniku „G Magazine” (w marcu 1999 i we wrześniu 2005).
Wystąpił w takich przedstawieniach jak Caligula czy E a vida Continua. W 2015 powrócił na scenę w roli Otávio w komedii E por falar em sexo.

## Wybrana filmografia

### Filmy fabularne
- 1991: Operacja Corned Beef (L’opération Corned-Beef)
- 1993: La cavale des fous
- 1997: Bocage – O triunfo do amor
- 2002: Histórias do Olhar jako Pai
- 2005: La femme dans la chambre jako lekarz

### Telenowele
- 1994: Julie Lescaut jako dyrektor sprzedaży
- 1995: Tocaia Grande jako porucznik Felipe sieci Sampaio
- 1996: Xica da Silva jako João Fernandes de Oliveira
- 1997: Mandacaru (Rede Manchete) jako Tirana
- 1998: Brida (Rede Manchete) jako Edmundo
- 2000: Nędznicy (Les misérables) jako tragarz
- 2001: Pícara Sonhadora (SBT) jako José
- 2001: Rastignac ou les ambitieux
- 2002: Père et maire jako psychiatra
- 2003: Joséphine, ange gardien jako Jean
- 2003: Julie Lescaut jako M. Moussoux
- 2004: Komisarz Moulin (Commissaire Moulin) jako Louis
- 2006: Kryształ (Cristal, SBT) jako ojciec Ângelo de Jesus
- 2006: Navarro jako Padel
- 2008: Os Mutantes Caminhos do Coração (Rede Record) jako król kupców